# 今村哲裕
今村 哲裕（いまむら あきひろ、1970年2月10日 - ）は株式会社コナミデジタルエンタテインメント（旧・コナミコンピュータエンタテインメント東京）所属のゲームクリエイター。主な作品は『サイレントヒル2』、『麻雀格闘倶楽部』。

## 経歴・人物
- 1970年2月10日 、鹿児島県日置郡伊集院町出身。
- 伊集院町立伊集院中学校⇒鹿児島県立甲南高等学校⇒東京大学工学部卒業。
- 大学卒業後、コナミデジタルエンタテインメント（旧・コナミコンピュータエンタテインメント東京）に入社。ハイパーオリンピックなどを手がけ、『サイレントヒル』シリーズに加わり、シリーズ２のプロデューサーも、4「ザ・ルーム」の副プロデューサーも務める。
- 指揮者の下野竜也とは高校の同級生である。

## エピソード
- 大の猫好きであるが、家で飼っているペットは柴犬である。名前は「サクラ」。
- 妻は雑誌BODY+の読者モデル。